# 中国驻玻利维亚大使馆
中华人民共和国驻多民族玻利维亚国大使馆（西班牙語：Embajada de la República Popular China en el Estado Plurinacional de Bolivia），简称中国驻玻利维亚大使馆，是中华人民共和国驻玻利维亚的外交代表机构。